# 威爾索尼亞 (加利福尼亞州)
威爾索尼亞（英語：Wilsonia）是位於美國加利福尼亞州圖萊里縣的一個人口普查指定地區。

## 地理
威爾索尼亞的座標為35°44′05″N 118°57′21″W / 35.73472°N 118.95583°W，而該地最高點為海拔高度2017米（即6617英尺）。

## 人口
根據2010年美國人口普查的數據，威爾索尼亞的面積為0.706平方千米，當中陸地面積為0.706平方千米，而水域面積為0.000平方千米。當地共有人口5人，而人口密度為每平方千米7人。